# Lieve Liza
Lieve Liza is een tiendelige Nederlandse televisieserie van producent Eyeworks uit 2012.
De serie volgt Mark die van de redactie van een voetbalblad overgeplaatst wordt naar een damesblad, de Liza, waar hij de vragenrubriek Lieve Liza mag verzorgen. Zowel hij als zijn beste vriend hebben ook relatieperikelen.

## Rolverdeling
- Gijs Naber - Mark
- Elisa Beuger - Suus
- Loes Haverkort - Karin
- Abel Nienhuis - Rob
- Mike Libanon - Hendrik
- Isa Hoes - Barbara
- Eva Laurenssen - Angela
- Rein Hoffman - Ruud
- Carolien Karthaus - Kimberly
- Ruurt de Maesschalck - Jozefzoon
- Ko van den Bosch - Johan Dekker
- Bart Klever - Chris
- Kees Boot - Pastoor